# قريه الدار (ذي السفال)

تعديل مصدري - تعديل

قريه الدار محلة تابعة لقرية حدقات، التابعة لعزلة حبير بمديرية ذي السفال إحدى مديريات محافظة إب في الجمهورية اليمنية، بلغ تعداد سكانها 100 حسب تعداد اليمن لعام 2004.